# Dordžsürengín Sumijá
Dordžsürengín Sumijá nebo Sumijá Dordžsürenová (* 11. března 1991) je mongolská zápasnce – judistka a sambistka, stříbrná olympijská medailistka z roku 2016.

## Sportovní kariéra
Pochází z ajmagu Uvs z ojratské kočovné rodiny. Vyrůstala s pěti bratry a odmala měla blízko k šarvátkám a k zápasení. Se sambem/judem se seznámila ve 15 letech na střední škole v Ulánbátaru. Vrcholově se připravuje ve sportovním centru pohraniční policie Chilčin. Její osobní trenérkou je Erdenet-Od. V mongolské ženské sambistické a judistické reprezentaci se pohybuje od roku 2010 v lehké váze do 57 kg. V roce 2012 se kvalifikovala na olympijské hry v Londýně, kde prohrála v úvodním kole na praporky s Korejkou Kim Čan-ti.
V roce 2016 startovala na olymspijkých hrách v Riu jako jedna z favoritek na olympijskou medaili. Potom co zvládla zvítězit ve vyrovnaném čtvrtfinále nad Portugalkou Telmou Monteirovou, chytila hned v úvodu semifinále s Japonkou Kaori Macumotovou oba její rukávy a poslala jí na ippon technikou sode-curikomi-goši na ippon. Ve finále nastoupila proti domácí Brazilce Rafaele Silvaové. Po minutě boje nastoupila do techniky hiza-guruma, kterou však její soupeřka kontrovala technikou o-uči-gari na wazari. Tuto bodovou ztrátu do konce zápasu nesmazala a získala stříbrnou olympijskou medaili.

### Vítězství na turnajích
- 2012 – 2x světový pohár (Ulánbátar, Čching-tao)
- 2013 – 1x světový pohár (Ulánbátar), turnaj mistrů (Ťumeň)
- 2015 – 3x světový pohár (Tbilisi, Ulánbátar, Čching-tao), turnaj mistrů (Rabat)
- 2016 – turnaj mistrů (Guadalajara)
- 2017 – 2x světový pohár (Abú-Zabí, Petrohrad)
- 2018 – 1x světový pohár (Tchaj-pej)

## Výsledky

### Judo
| Olympijské hry    |     |     |     | úč. |     |    |    | 2. |    |    |  |  |  |  |  |  |  |  |  |  |  |  |
| Mistrovství světa | —   | —   | úč. |     | úč. | 5. | 3. |    | 1. | 3. |  |  |  |  |  |  |  |  |  |  |  |  |
| Asijské hry       |     | —   |     |     |     | 3. |    |    |    | 3. |  |  |  |  |  |  |  |  |  |  |  |  |
| Mistrovství Asie  | —   |     | 5.  | 3.  | 3.  |    | 7. | 1. | 5. |    |  |  |  |  |  |  |  |  |  |  |  |  |
| Univerziáda       | —   |     | —   |     | —   |    | 1. |    | —  |    |  |  |  |  |  |  |  |  |  |  |  |  |
| MS juniorů        | úč. | úč. |     |     |     |    |    |    |    |    |  |  |  |  |  |  |  |  |  |  |  |  |

### Sambo
| Turnaj            | 2012 | 2013 | 2014 |
| Turnaj            | 21   | 22   | 23   |
| Turnaj            | -56  | -56  | -56  |
| ----------------- | ---- | ---- | ---- |
| Mistrovství světa | 1.   | 1.   | 1.   |